# Carpfishing
Il carpfishing è una specifica tecnica di pesca sportiva volta alla cattura della carpa e di altri grossi ciprinidi (in particolar modo gli Amur) con le stesse abitudini alimentari. La sua nascita si fa risalire al 1978 in Inghilterra: in quell'anno, tali Kevin Maddocks e Lennie Middleton, dopo ripetute osservazioni in acquario,  misero a punto una tecnica di innesco che lasciava completamente libero l'amo. L'esca veniva infatti collegata ad esso grazie a un "capello" (inteso come filo, o filamento molto sottile) detto per questo hair rig. In questo modo, lasciando l'amo scoperto, era possibile facilitare l'aggancio dello stesso nella bocca del pesce senza il rischio che venisse risputato, facendo sì che si "agganciasse" al labbro inferiore in modo da, tra l'altro, non procurare gravi danni al pesce, trattandosi di un lembo di carne prevalentemente cartilagineo. La carpa, infatti, si alimenta aspirando ed espellendo il cibo e non mordendolo come fanno altre specie di pesci dotate di dentatura.
Il carpfishing si pone come obiettivo la cattura di grossi esemplari di carpa; dopo la cattura però, gli stessi, vengono sistematicamente rilasciati non prima di aver fatto una foto ricordo. Probabilmente, è stata la prima tecnica del movimento, tuttora in forte espansione, detto catch and release o No-kill.

## Etica
Il carpfishing presenta una serie di peculiarità che lo differenziano ampiamente dalle altre tecniche di pesca per così dire "tradizionali".
In primo luogo rispetto alla maggioranza delle tecniche conosciute, nel carpfishing la sessione di pesca è molto più prolungata nel tempo. Generalmente si passa dalle poche ore di una mattinata fino a battute di pesca lunghe 10-15 giorni.
Questo ha come prima conseguenza l'utilizzo di una tenda per pernottare.
Chiaramente per un buon comfort non basta solamente questa per superare giorni e notti in riva al fiume/lago, ma il carpista (colui che pratica il carpfishing) dovrà necessariamente attrezzarsi per un buon campeggio.
Il campeggio è quindi una parte integrante e quasi complementare del carpfishing. Nell'etica di questa pesca, il rispetto dell'ambiente è massimo:
Si utilizzano tende verdi o comunque mimetici per non alterare i normali colori dell'ambiente, così come il resto dell'attrezzatura, come i vestiti indossati dal carpista, che puntano a non disturbare l'ambiente intorno a lui.
L'attrezzatura che invece viene usata nella battuta di pesca è specificatamente creata per non creare danni al pesce.
Vengono utilizzati quindi guadini capienti con maglie morbide e fitte, per evitare danni a pinne e squame.
La peculiarità forse più caratterizzante del carpfishing (non a caso è fondamentale utilizzarlo) è l'utilizzo del materassino, composto da un telo di PVC (che non danneggia la pelle della carpa e ne conserva la viscosità) imbottito da materiali morbidi, come palline di polistirolo. La carpa quindi una volta all'interno del guadino viene presa e trasferita su questo materassino (le dimensioni generalmente sono sul metro), dove viene mantenuta bagnata, slamata, pesata, e il carpista può effettuare una foto ricordo insieme al pesce.
Tutto questo nell'arco di pochi minuti. Finiti tutti i "rituali", la carpa viene portata a riva, sollevata e liberata in acqua. In questi frangenti si provvede all'osservazione dello stato del pesce: spesso dopo combattimenti duraturi il pesce appare esausto, viene quindi effettuata una buona riossigenazione prima di tornare libero nel suo ambiente.
Il carpista quindi durante tutto l'arco che va dall'abboccata alla liberazione avrà fatto particolarissima attenzione a non creare danni e/o particolari shock al pesce.
È da sottolineare come alcuni studi dimostrino che la carpa, non senta particolari dolori durante il recupero siccome l'amo si va ad agganciare in una zona cartilaginea della bocca.
La regola fondamentale del carpfishing è quindi il massimo rispetto del pescato e dell'ambiente.

## Il carpfishing in Italia
Oggigiorno il carpfishing è una tecnica di pesca in fortissima espansione in Italia.
Oltre a fattori ambientali (l'Italia è una zona fortemente ricca di fiumi e laghi ricchi di ciprinidi) il carpfishing porta con sé numerosi appassionati grazie al divertimento e alle soddisfazioni che regala.
Grazie a questo divertimento la maggioranza di persone che si affacciano a questo hobby sono giovani.
Il "movimento" che si è creato è andato quindi a influenzare non poco la scena pesca-sportiva italiana: in tutto il Paese sono stati adibiti laghi dedicati esclusivamente a questa tecnica di pesca. Grazie anche alla voce di molte associazioni (primo fra tutti CarpFishing Italia, che raccoglie con sé numerosissimi iscritti e molte sedi) è stata portata la questione in politica: sono state emanate quindi leggi che regolano questa tecnica in fiume.
Il business che il carpfishing si porta dietro non è indifferente: in pochi anni si sono aperte numerose aziende che fabbricano prodotti esclusivamente per questa tecnica, attratte dal forte giro di denaro intorno ad essa. Oggi il panorama economico del carpfishing è molto ampio, con prodotti per tutte le tasche.

## Boilies
Le boilies sono degli inneschi di forma sferica composti da svariati tipi di farine che vengono impastati con uova e successivamente bolliti (da qui il termine) oppure, meglio ancora, cotti al vapore. Le sferette così ottenute, del diametro solitamente compreso tra i 6 e i 40 millimetri, risultano essere l'esca principe del carpfishing.
Queste infatti risultano essere particolarmente selettive nei confronti dei pesci di altre specie e di quelli di piccole dimensioni. Grazie alla loro durezza, ottenuta tramite il processo di cottura e successiva asciugatura, sono in grado di resistere in acqua a lungo (anche oltre 24 ore) senza sfaldarsi e deteriorarsi, come avveniva utilizzando la polenta, da sempre ritenuta grande attrattrice di carpe.
Le boilies si distinguono in due grandi gruppi:
- Readymade: esche già pronte e confezionate a livello industriale;
- Selfmade: esche che vengono preparate dal pescatore a partire dalla composizione fino al processo di cottura.

Per quel che riguarda le prime, in commercio se ne possono trovare di svariati tipi e aromi si possono trovare in innumerevoli gusti, (sono consigliati nel periodo estivo gusti fruttati come fragola, aglio e menta, pesce, vaniglia e scopex, nel periodo invernale invece si prediligono gusti speziati o al cioccolato).
Ogni boilies infatti è caratterizzata da un suo specifico odore e sapore, caratteristica che ne determina la resa in pesca.
Le boilies selfmade, devono invece essere formulate in ogni sua componente, sia nel mix, ovvero l'insieme delle farine, sia nella parte liquida, che ne determina l'aspetto aromatico.
Per innestarle è sufficiente bucarle con un apposito ago ed infilarla in un cappio (chiamato capello o hair rig), fermandole successivamente con uno stopper che farà in modo che nel lancio o mentre il pesce la mangia essa non si stacchi.
Il principio della boile è questo: una volta in acqua sprigiona aroma e attira i pesci (solitamente carpe, amur e storioni), le prede succhieranno la boiles e la sputeranno, proprio nella fase di espulsione, l'impianto (rig), se ben costruito farà in modo che l'amo si conficchi nel labbro determinando la fuga del pesce ed il conseguente segnale di mangiata al pescatore il quale in quel momento dovrà ferrare e catturare la preda.
- Ricetta base per boilies selfmade: 30% farina di mais, 30% farina di semola, 30% farina di soya, 10% pastoncino

Le ricette subiscono variazioni in base alla stagione, ad esempio in inverno sarà necessario aumentare le dosi di pastoncino, in estate, invece, occorre aumentare la quantità di proteine, aggiungendo, ad esempio, farina di pesce, farina di fegato ecc.
Un mix in cui siano presenti farine di pesce è detto fishmeal, ove invece si tratti di un mix a scarso contenuto proteico si parla di birdfood (dal nome in inglese del pastoncino che costituirà ingrediente essenziale). La maggior parte dei carpisti usa un mix chiamato birdfish, in cui sono presenti sia farine di pesce che pastoncino. Tale mix è molto versatile, in quanto col cambiare delle stagioni sarà sufficiente fare alcuni aggiustamenti nelle quantità di farine; in estate si aggiungerà farina di pesce, in inverno si aumenterà la parte di pastoncino.

## Mais
Il mais è l'esca più utilizzata fra i carpisti comuni, è un'ottima esca anche se non volta a selezionare gli esemplari più grossi. Con quest'esca si può praticare la pesca a fondo (preferibile) con hair - rig o altri tipi di rig (D-Rig, Blowback-Rig, Spinner-Rig, sleeping D-rig, German-Rig, Chod-Rig)

### Inneschi
Gli inneschi usati nella tecnica del carpfishing si dividono in tre categorie: affondanti, bilanciati e galleggianti. Per l'innesco affondante oltre alle granaglie si utilizza la boile classica, un impasto di farine e uova. Per l'innesco bilanciato si può utilizzare le boiles già vendute tali o anche granaglie/boiles affondanti alleggerite da spugnette o sughero. Per l'innesco galleggiante si usa un tipo di boiles generalmente sempre composta da farine ma trattata (es: presenza di sughero ecc) e cotta in altro modo (forno a microonde ecc.), denominata "pop up".
Gli inneschi affondanti si posano sul fondale e vengono usati in quasi tutte le normali sessioni di pesca. Vale per l'innesco bilanciato ciò che vale per quello affondante, ma presenta due caratteristiche notevoli: l'innesto risulta più leggero e quindi più facile per il pesce da sollevare dal fondo, e essendo più leggero permette all'innesco di posarsi lentamente sul fondo è assicurarne la corretta funzione. Le "pop up" invece vengono utilizzate nei casi in cui il fondale presenta delle anomalie come ad esempio durante il periodo caldo in cui avvengono fermentazioni naturali del fondo. La fermentazione non permette alla boile affondante di sprigionare correttamente l'aroma in esso contenuto e quindi il risultato è che la carpa non individua facilmente l'esca. Altro motivo dell'utilizzo della boile galleggiante è quello in cui la presenza di ostacoli impedisce il corretto posizionamento della boiles affondante. Le alghe, ad esempio, ostacolano tale posizionamento. Utilizzando una pop up, questa può uscire oltre l'altezza delle alghe e può essere quindi intercettata senza grossi problemi.
Si possono usare esche di ogni genere come mais, tiger nut, favetta, bacca d'acero ecc. e rendere tali esche galleggianti utilizzando delle apposite spugnette, polistirolo e sughero.
Nel disegno della montatura Pop up si nota come l'esca è avvolta da una sottile rete (si usa normalmente un pezzo di collant). Tale protezione serve a rendere l'esca più resistente agli attacchi di altri pesci, gamberi e uccelli. Senza questa protezione, possono romperla e annullarne l'efficacia.
La retina di protezione è valida per qualsiasi tipo di innesco e impiegata soprattutto quando si utilizzano esche la cui consistenza è minima, come piccoli gamberi, cozze ecc. Serve anche a realizzare inneschi di forma sferica quando si vogliono impiegare elementi di piccole dimensioni come ad esempio i semi di canapa, grano e altro.